# Vagn Steen
Vagn Steen, född 13 juli 1928 i Holbæk, Danmark, avliden 25 augusti 2016, var en dansk poet.

## Biografi
Steen hade en masterexamen i danska och historia från universitetet i Århus år 1956 och senare professor i konkret poesi i USA. Han var dansk lektor vid Göteborgs universitet 1957–1962. 
Steen var konkretistisk och introducerade konkretism i Danmark med utgivningen av Digte?(1964). Han har sedan 1963 släppt konkreta dikter och diktobjekt, liksom han ställt ut visuella dikter/tidsobjekt och föreläst internationellt, bland annat i Kapstaden och Johannesburg. Han var under många år en förespråkare för en mer demokratisk och lekfull litteratur som inte var förbehållen den intellektuella eliten.
I sin mångsidighet har Steen också gjort kantater, koreografier samt radio- och TV-program.